# Rafael Luca Oliveira
Rafael Luca Oliveira (* 6. April 1987 in Liestal) ist ein Schweizer Schauspieler und Komiker.

## Leben
Mit 15 Jahren schnupperte Rafael Luca Oliveira das erste Mal Bühnenluft. Seither setzt er sich mit der Arbeit an der Figur auseinander. Er stand bereits als Laie für regionale Theater wie die Rägeboge-Bühni Baselbiet und in der ganzen Schweiz für das Weihnachtsmusical E Stärn so schön… von Dani Kalt auf der Bühne.
2010 begann er die 3-jährige Ausbildung zum Schauspieler an der European Film Actor School. Noch während der Ausbildung engagierte ihn 2011 das bayrische Tourneetheater Comoedia Mundi für das Stück Aufstieg und Fall der Stadt Passau, wo er von April bis Oktober die Rolle des herzergreifenden naiven Jung-Rosmer Marte verkörperte.
Bereits in der Ausbildung zum Film-Schauspieler interessiert er sich für den ganzen Entstehungsprozess eines Filmes und beginnt nach seiner Ausbildung seine Tätigkeit als Kameramann an der Schule (bis 2017).
Direkt nach der Ausbildung engagiert ihn Florian Rexer für die Schlossfestspiele Hagenwil als Romeo in der Inszenierung von Shakespear's Romeo und Julia. Es folgten weitere Engagements an verschiedenen Theatern in der ganzen Schweiz und in Deutschland, wo er die Möglichkeit erhielt, verschiedenste Rollen zu spielen. So u. a. in Stücken wie Don Juan in Soho, Der Vorname, Bunbury oder als Hamlet im gleichnamigen Stück. Aber auch in Märchen wie Der Froschkönig im Thurgau, Rotkäppchen und zuletzt Schneewittchen spielte er mit. Von 2014 bis 2018 war er für Florian Rexer's Dinnerevents in verschiedenen Rollen und als Spielleiter unterwegs.
Seit 2017 ist er als Komiker für die Gruppe United Nonsense und Comedy Alarm tätig. Ebenfalls in diesem Jahr spielte er in Vor lauter Bäumen seine erste Hauptrolle in einem Spielfilm.
Von 2018 bis zur Schliessung des Theaters war er ein fester Teil des Ensembles des Sommertheater Winterthur.
2019 wurde er für das Märchen Pippi Langstrumpf engagiert, wo er das erste Mal unter der Regie von Erich Vock auf der Bühne stand. Seither spielte er auch in den Produktionen Pippi Langstrumpf im Taka Tuka Land und in Schneewittchen und die 7 Zwerge. Unter derselbigen Regie arbeitet er erstmalig als Regieassistent für die Komödie Ein Käfig voller Narren, welche im Bernhard-Theater aufgeführt wird.
Sein erster Spielfilm als Regisseur, Autor und Darsteller Making of Six: Unscheduled steht vor der Veröffentlichung.

## Bühne (Auswahl)
Stück, Rolle, Regie, Theater
- 2011: Aufstieg und Fall der Stadt Passau, Marte, Herbert Fischer, Comoedia Mundi
- 2014: Romeo und Julia, Romeo, Florian Rexer, Schlossfestspiele Hagenwil
- 2014: Don Juan in Soho, Colm und Pete, Krista Jaquet, Happyville
- 2015: Der Vorname, Claude Gatignol, Nico Jacomet, Turbine Theater
- 2015: Bunbury - oder - Ernst sein ist alles, Lane (der Butler), Florian Rexer, Schlossfestspiele Hagenwil
- 2015: Der gestiefelte Kater, Sebastian Müller und Zauberer, Florian Rexer, Schlossfestspiele Hagenwil
- 2016: Der Froschkönig im Thurgau, Sebastian Müller und Zauberer, Florian Rexer, Schlossfestspiele Hagenwil
- 2016: Hamlet, Hamlet, Herbert Fischer, Comoedia Mundi
- 2016–2017: Rotkäppchen, Wolf und Einhörnchen, Rahel Roy und Claudia Sommerfeld, Märchentheater Fidibus
- 2017: Flusspiraten, Pflotsch, Nathalie J. Sameli, The Same Productions
- 2018: Der Zinker, Inspector Elford, Philippe Roussel, Sommertheater Winterthur
- 2018: Ein seltsames Paar, Roy, Hartmut Ostrowsky, Sommertheater Winterthur
- 2018: Endlich Allein, Elliott, Nadine Schori, Sommertheater Winterthur
- 2018–2019: Der Zwerg Nase, Vater / König und Eichhörnchen, Rafael Luca Oliveira, Märchentheater Fidibus
- 2019: Der Regenmacher, Jim Curry, Philippe Roussel, Sommertheater Winterthur
- 2019–2020: Pippi Langstrumpf, Kling und Willi, Erich Vock, Zürcher Märchenbühne
- 2022: Schneewittchen, Prinz / Jäger und Zwerg, Rahel Roy, Coop Märchentheater Fidibus
- 2022–2023: Pippi Langstrumpf in Taka Tuka Land, Klang und Friedolf, Erich Vock, Zürcher Märchenbühne
- 2023–2024: Schneewittchen und die 7 Zwerge, Bebe, Erich Vock, Zürcher Märchenbühne
- 2024–2025: Emil und die Detektive, Traugott/Beat, Erich Vock, Bernhard Theater
- 2024–2025: Die kleine Niederdorfoper, Röbeli, Erich Vock, Bernhard Theater

## Filmografie (Auswahl)
- 2012: Amara - Regie: Bond Emeruwa
- 2012: Flom (Kurzfilm) - Regie: Friedrich T. Werner
- 2017: Vor lauter Bäumen - Regie: Pablo Callisaya
- 2023: Making of Six: Unscheduled - Regie: Rafael Luca Oliveira